# Капкай
Капкай, Дзауджикау (осет. Дзӕуджыхъӕу) — бывшее осетинское селение, которое было расположено на правом берегу Терека и на территории которого в 1784 году был впоследствии заложен современный город Владикавказ

## Название
Название «Капкай» восходит к тюркским qapı и qaya, означающим "горные ворота" или "преддверие гор". Так селение называли русские, позаимствовав название у тюрков.
Название «Дзауджикау» происходит от осетинского Дзӕуджыхъӕу, т.е. "Селение Дзауга". Данное название до сих пор используется в осетинском языке для обозначения Владикавказа, на месте которого прежде и находилось селение.

## История
Аул Дзауджикау, также известный как Капкай, был основан осетином Дзаугом Бугуловым из Тагаурии. В середине XVIII века Дзауг, лучший охотник из Среднего Тменикау, покинул родное село из-за кровной мести. Сначала обосновался в осетинском селении Коби в Трусовском ущелье, впоследствии поселился на правом берегу Терека, где река выходит из гор на равнину. После долгих расспросов о “пустующих” землях, он выбрал возвышенность у выхода Терека из Дарьяльского ущелья для основания нового поселения.
По мнению различных историков, селение было основано в XVIII веке. По информации из разных источников, можно более точно предположить, что аул был сформирован примерно в 1760 году. Название "Дзауджикау" переводится как "селение Дзауга", и напрямую связано с именем основателя, Дзауга. Во многих исторических документах и произведениях селение также упоминалось под названием Капкай. В 1784 году на месте этого аула по указу генерала П.С. Потёмкина была построена крепость Владикавказ.
В настоящее время на месте крепости и бывшего аула расположен город Владикавказ.